# Perdita sejuncta
Perdita sejuncta är en biart som beskrevs av Timberlake 1968. Perdita sejuncta ingår i släktet Perdita och familjen grävbin. Inga underarter finns listade i Catalogue of Life.